# Кистоун Хајтс (Флорида)
Кистоун Хајтс (енгл. Keystone Heights) град је у америчкој савезној држави Флорида. По попису становништва из 2010. у њему је живело 1.350 становника.

## Демографија
Према попису становништва из 2010. у граду је живело 1.350 становника, што је 1 (0,1%) становника више него 2000. године.
| Група             | 2000.         | 2010.         |
| Белци             | 1.281 (95,0%) | 1.256 (93,0%) |
| Афроамериканци    | 6 (0,4%)      | 6 (0,4%)      |
| Азијати           | 7 (0,5%)      | 14 (1,0%)     |
| Хиспаноамериканци | 36 (2,7%)     | 41 (3,0%)     |
| Укупно            | 1.349         | 1.350         |